# 1628 w muzyce
Wydarzenia muzyczne w 1628 roku.

## Urodzili się
- 1 stycznia – Christoph Bernhard, niemiecki kompozytor, teoretyk muzyki, śpiewak (tenor) i kapelmistrz (zm. 1692)

## Zmarli
- 16 listopada – Paolo Quagliati, włoski kompozytor i organista (ur. ok. 1555)